# Spuk von draußen
Spuk von draußen ist die dritte DDR-Kinderserie aus der „Spuk“-Reihe von 1987. Sie knüpfte an den großen Erfolg ihrer Vorläufer Spuk unterm Riesenrad und Spuk im Hochhaus an.

## Handlung
Im kleinen erzgebirgischen Städtchen Bärenbach macht die fünfköpfige Familie Habermann für ein paar Tage Urlaub und hofft, sich vom Alltag der Großstadt Berlin entspannen zu können. Doch schon bald fühlen sich die Habermanns im malerischen Ort wie zu Hause und nehmen das Angebot des Bürgermeisters an, in Bärenbach zu bleiben bzw. dahin umzuziehen. Sie finden ein altes Haus, in dem bereits Opa Rodenwald wohnt, und richten sich darin gemütlich ihre neue Wohnung ein.
Bald müssen sie aber erkennen, dass es mit der Gemütlichkeit im schönen neuen Heim vorbei ist, denn es spukt darin gewaltig. Das muss auch Vater Habermann schnell erkennen, der normalerweise als Wissenschaftler und Arzt jeglichen Aberglauben ablehnt. Die Kinder der Habermanns aber finden Gefallen an dem Spuk und den Spukgeschichten rund ums Haus. Sie freunden sich mit Opa Rodenwald an und werden recht schnell in abenteuerliche Erlebnisse hineingezogen.
Opa Rodenwald ist in Wirklichkeit der Roboter RO-101, der im Auftrag von drei Außerirdischen vom fernen Planeten Obskura das Haus bewachen soll. Mit seinem im Hinterkopf versteckten dritten Auge nimmt er dabei auch Geschehnisse außerhalb seines eigentlichen Blickfelds wahr. Die drei Obskuraner hatten das Haus im Mittelalter als „Feriendomizil“ gebaut, für diesen Bau aber seinerzeit unrechtmäßig Material vom Planeten Obskura entwendet, wodurch dieser nun „eiert“. Um diesen Zustand zu beheben, haben die Obskuraner den Auftrag, das verwendete Material – also Haus und Roboter – auf ihren Heimatplaneten zurückzubringen.
Aus der Geschichte der Obskuraner im Mittelalter, die damals schon mancher Spuk umgeben hatte, hat sich parallel dazu eine erzgebirgische Sage entwickelt, die das Fernsehen unter dem Titel „Höllenfahrt“ verfilmen will. Dazu ist ein Drehstab aus Berlin angereist, der gleichzeitig mit den Obskuranern im Erzgebirge erscheint. Da die Obskuraner so wie seinerzeit im Mittelalter auf der Erde auftreten, ergeben sich jede Menge amüsante Verwechslungen mit den Filmleuten. Da die Kinder als einzige langsam die wahren Zusammenhänge erkennen, geben sie nicht so schnell auf und lassen sich eine ganze Menge einfallen, um ihren geliebten Opa und natürlich das Haus zu beschützen.

## Episoden
1. Das alte Haus
2. Die Vorzeichen
3. Die Landung
4. Die Fremden
5. Der Kampf beginnt
6. Die unsichtbare Wand
7. Der Planet Obskura
8. Die Raumstreicher
9. Die entscheidende Nacht

## Drehorte
Die Serie wurde an verschiedenen Orten gedreht. Die Innenaufnahmen entstanden in den DEFA-Ateliers in Potsdam-Babelsberg. Das Spukhaus selbst wurde aus Kostengründen als Kulisse im Potsdamer Ortsteil Bornim aufgebaut. Alle Aufnahmen, die vor dem Haus spielen und in denen das Haus zu sehen ist, wurden hier gedreht. In einigen Einstellungen, die vor dem Haus spielen, ist im Hintergrund eine Burg zu erkennen. Dabei handelt es sich um Schloss Rochsburg in der Nähe von Lunzenau, etwa 25 Kilometer nördlich von Chemnitz. Dementsprechend gibt es in der Serie keine Einstellung, in der „Burg“ und Spukhaus zu sehen sind. Durch den steinernen Bären, der als Dekoration an beiden Drehorten stand, geschickte Kameraführung und geschickten Schnitt wird dies dem Zuschauer verschleiert.
Ein Großteil der Außenaufnahmen der Serie wurde in und um Thum, der Heimatstadt Günter Meyers, im Erzgebirge gedreht. So befinden sich viele Gebäude von Bärenbach, wie das Rathaus oder Frau Riedels Kramladen, eigentlich in Thum. Szenen, die in den Bergen rund um Bärenbach spielen, wurden in den Greifensteinen gedreht. Als Kulisse für die im Film gezeigten Dreharbeiten auf der Burg diente wiederum Schloss Rochsburg. Das Haus, in dem sich Frau Riedels Kramladen befand, steht in Thum in der Greifensteinstraße 12.

## Trivia
- Der Schauspieler Stefan Lisewski war der einzige Hauptdarsteller, der in allen drei DDR-Spuk-Serien eine Rolle hatte: Nach der Hauptrolle in Spuk unterm Riesenrad als Riese und der größeren Nebenrolle in Spuk im Hochhaus als Hausmeister Kegel hier in einer kleineren Rolle als Graf Bärenfels. Auch Katja Paryla (die Hexe aus Spuk unterm Riesenrad und Jette Deibelschmidt in Spuk im Hochhaus) ist in allen drei Serien zu sehen – in Spuk von draußen allerdings nur in einem Ausschnitt aus Spuk im Hochhaus, der auf einem Beobachtungsbildschirm läuft, weil einer der drei Obskuraner den falschen Kanal eingestellt hat. Außerdem hatten in allen drei Spuk-Serien Willi Schrade, Willi Neuenhahn und Arnim Mühlstädt Nebenrollen.
- Wiederum taucht eine Sequenz aus Spuk von draußen im ebenfalls von Günter Meyer inszenierten Film Olle Hexe (1991) auf, wo diese Sequenz auf einem Fernseher im Hexenzelt zu sehen ist.
- In Spuk von draußen hat Regisseur Günter Meyer – wie in den vorhergehenden Spukserien – einen Cameoauftritt: Er sitzt im 3. Teil als Gast in der „Stülpnerklause“ und bemerkt ironisch zu Kameramann Peter Süring, der hier ebenfalls einen Cameoauftritt hat, er werde sich im Urlaub „mal richtig erholen“ und 14 Tage beim Film arbeiten. Auch C. U. Wiesner tritt in der Serie auf. Er spielt den Erzähler.
- In der 3. Folge verletzen sich die Schauspieler Mackenstädt und Kallenbach gegenseitig bei einer Fechtszene, wobei Letzterer einen auffälligen Bluterguss am Auge davonträgt und daraufhin jammert, dass er doch demnächst beim „Kessel Buntes“ auftreten müsse. Tatsächlich war der Kallenbach-Darsteller Heinz Rennhack mehrmals Moderator dieser bekannten DDR-Fernsehshow.
- In die Serie haben sich auch einige kleinere Filmfehler eingeschlichen. So nennt in einer Szene der 3. Folge die Regie-Assistentin den von Dieter Wien gespielten Regisseur „Dieter“, auf der Filmklappe, die in der gleichen Folge mehrfach lesbar gezeigt wird, steht jedoch: „Regie: E. O. Meylahn“.
- Für eine Szene in der 6. Folge, in der die Obskuraner mit ihren Schwerten den Tisch durchbohren, um den sich darunter versteckenden Erzähler zu erstechen, nur um festzustellen, dass dieser verschwunden ist, war ursprünglich ein Schnitt vorgesehen. Wiesner entschied sich jedoch während des Drehs anders und machte eine Rolle, sodass die Szene ungeschnitten blieb. Allerdings verletzte sich Wiesner dabei an der Schulter.

## Nachfolgewerke
Mit dem dritten Teil wurde die „Spuk“-Reihe zunächst beendet. Erst zehn Jahre später versuchte man an die bisherigen Erfolge anzuknüpfen. Günter Meyer drehte noch drei weitere „Spuk“-Reihen mit je vier Folgen: Spuk aus der Gruft (1997/1998), Spuk im Reich der Schatten (1999/2000) und Spuk am Tor der Zeit (2001/02).

## DVD
Im April 2010 ist die Serie auf DVD bei der Icestorm Distribution GmbH erschienen.